# 1327

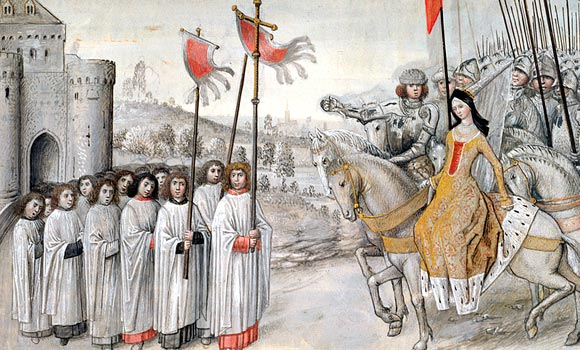
Isabella van Frankrijk en Edward III doen triomfantelijk intocht in Oxford

Het jaar 1327 is het 27e jaar in de 14e eeuw volgens de christelijke jaartelling.

## Gebeurtenissen
- 25 januari - Eduard II van Engeland wordt gedwongen af te treden. Zijn 14-jarige zoon Eduard III volgt hem op, maar de werkelijke macht ligt bij diens moeder Isabella van Frankrijk en haar minnaar Roger Mortimer.
- 6 april - Paus Johannes XXII hernieuwt op verzoek van de koning van Frankrijk het interdict van de opstandelingen in Kust-Vlaanderen. Aan hen mogen niet de sacramenten worden toegediend. De Vlaamse geestelijkheid wordt verscheurd tussen loyaliteit aan het volk of aan de Kerk, en tussen angst voor de opstandelingen en angst voor de Fransen.
- 4 juli - Slag bij IJzeren: De bevolking van Maastricht, gesteund door het hertogdom Brabant boeken een grote overwinning op Reinoud van Valkenburg.
  - augustus - Jan III van Brabant belegert kasteel Valkenburg.
- 15 augustus - Een groep Tataarse soldaten onder Sjevkai worden in Tver door een volksmeute vermoord.
  - Kan Uzbeg onderneemt een strafexpeditie tegen Tver, grootvorst Alexander vlucht uit de stad. De stad Tver wordt verwoest en het Vorstendom Tver verliest zijn machtspositie.
- Het hertogdom Teschen maakt zich los van Polen en erkent in plaats daarvan de koning van Bohemen als leenheer
- Gerard van Raseghem, heer van Breda, verkoopt de heerlijkheid aan Jan III van Brabant.
- Galeazzo I Visconti, heer van Milaan, wordt door koning Lodewijk de Beier gevangen gezet.
- Lodewijk I van Bourbon wordt verheven tot hertog.
- Appingedam krijgt stadsrechten, wat een reeds bestaande situatie bevestigt.
- Rheine krijgt stadsrechten.
- Koning Stefan Uroš III van Servië sticht het Klooster Visoki Decani
- Een schip afkomstig uit Brouwershaven zinkt na een aanvaring. Meer dan 20 opvarenden verdrinken.
- oudst bekende vermelding: Odoorn (2 juli)

## Opvolging
- Aragon en Sardinië - Jacobus II opgevolgd door zijn zoon Alfons IV
- Engeland - Eduard II opgevolgd door zijn zoon Eduard III
- Urgell - Alfons IV van Aragon opgevolgd door zijn zoon Jacobus I

## Afbeeldingen

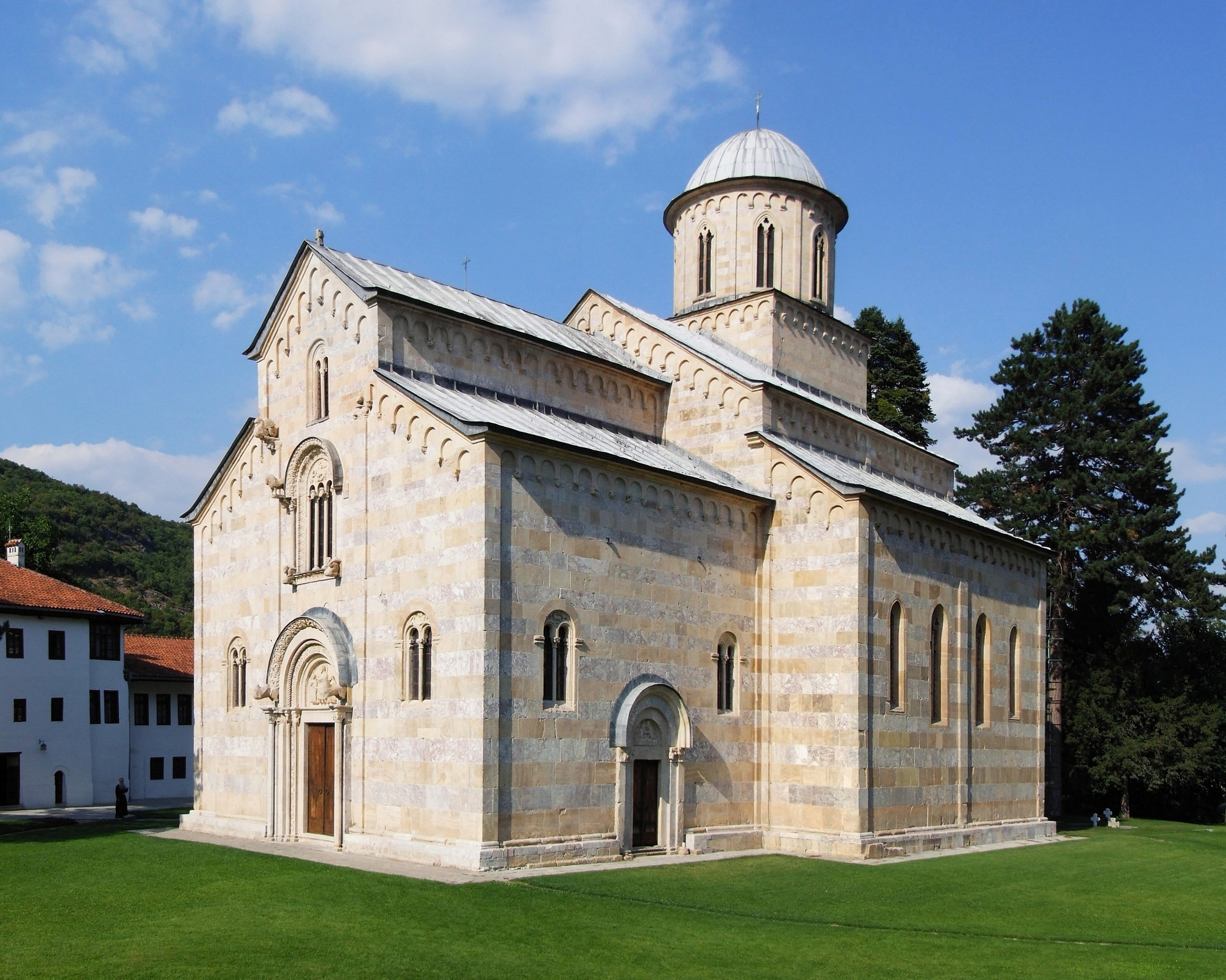
Klooster Visoki Dečani
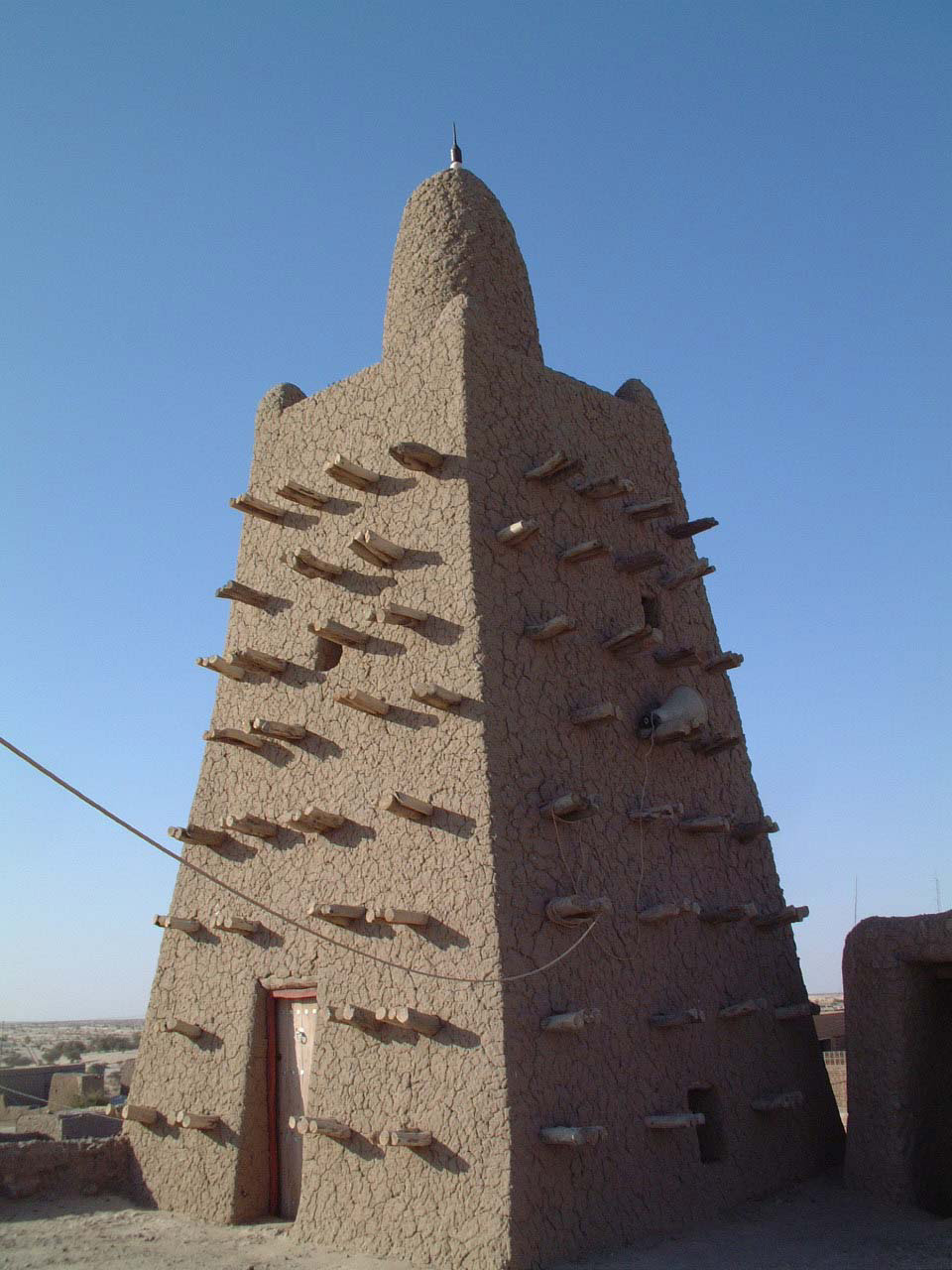
Djinguereber-moskee in Timboektoe, gebouwd 1327
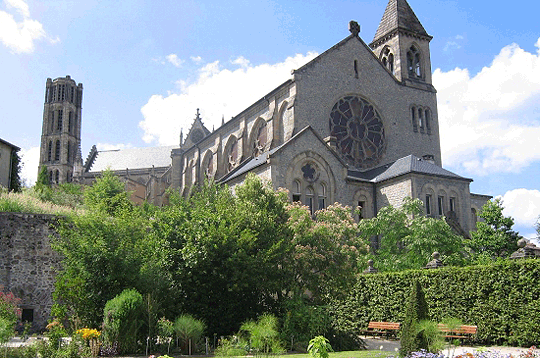
Kathedraal van Limoges, feitelijk voltooid 1327

## Geboren
- 22 maart - Hugh de Courtenay, Engels edelman
- 30 oktober - Andreas van Calabrië, echtgenoot van Johanna I van Napels
- Baldus de Ubaldis, Italiaans jurist
- Frederik III van Baden, Duits edelman (jaartal bij benadering)

## Overleden
- 29 januari - Adolf van de Palts (26), Duits edelman
- 15 maart - Albert van Schwarzburg, Duits edelman en riddermonnik
- 19 maart - Anna van Habsburg (~46), echtgenote van Herman III van Brandenburg en Hendrik VI van Breslau
- augustus - Jacob Peyt, Vlaams opstandelingenleider
- 1 september - Foulques de Villaret, grootmeester van de Orde van Sint Jan
- 21 september - Eduard II (43), koning van Engeland (1307-1327)
- 27 oktober - Elizabeth de Burgh (~38), echtgenote van Robert I van Schotland
- 29 oktober - Theresia van Entenza (~27), echtgenote van Alfons IV van Aragon
- 2 november - Jacobus II, koning van Sicilië (1285-1296), Aragon (1291-1327) en Sardinië
- 19 december - Agnes van Frankrijk (~67), echtgenote van Robert II van Bourgondië
- Günzel VI van Schwerin, Duits edelman
- Künga Lodrö Gyaltsen Päl Sangpo (~28), Tibetaans geestelijke
- Rochus van Montpellier, Frans wondergenezer

\

## Trivia
- De naam van de roos van Umberto Eco speelt in het jaar 1327